# 유리 사마린

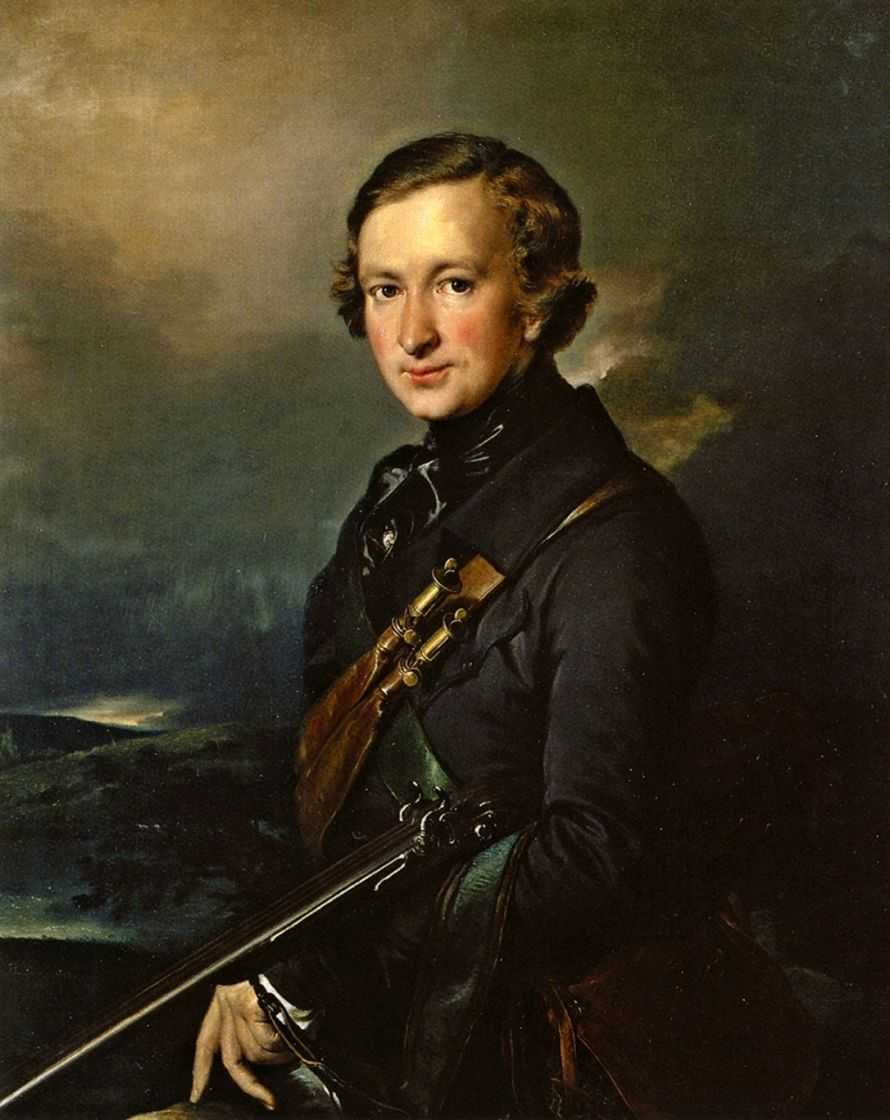
바실리 트로피닌이 그린 초상화

유리 사마린(Ю́рий Сама́рин, 본명: 유리 표도로비치 사마린, Ю́рий Фёдорович Сама́рин, 1819년 5월 3일 상트페테르부르크 ~ 1876년 3월 31일 베를린)은 러시아의 슬라보필 사상가이자 1861년 해방 개혁의 설계자 중 한 사람이다.
귀족 가문 출신으로 어렸을 때부터 콘스탄틴 아크사코프와 친구가 되었다. 게오르크 빌헬름 프리드리히 헤겔과 알렉세이 호먀코프의 열렬한 찬사를 받은 사마린은 모스크바 대학에 다녔으며 그를 가르친 교사로는 미하일 포고딘이 있다. 그는 "정통만이 철학이 인정할 수 있는 종교"이며 "정교회는 헤겔의 철학과 떨어져 존재할 수 없다"고 믿게 되었다. 사마린의 논문은 러시아 정교회에 대한 페오판 프로코포비치의 영향에 대한 연구였다.
나중에 공직에 들어가 리가에 정착했는데, 그곳에서 발트해 독일 귀족의 확고한 영향력은 그를 격분시켜 정부가 이 지역에서 러시아화 활동을 강화할 것을 촉구했다. 이 쇼비니즘의 폭발로 그는 페트로파블롭스크 요새에 잠시 투옥되었다. (사마린의 슬라보필리즘은 니콜라스 1세에 의해 "반항적인 교리"로 간주된 범슬라브주의로 통과되었다.)
말년에 사마린은 농노의 단계적 폐지를 옹호하면서 국가 및 "농민"문제에 대해 계속해서 많은 글을 썼다. 1월 봉기 이후 그는 니콜라이 밀류틴에게 "라틴주의 세력", 즉 반항적인 귀족과 가톨릭 성직자를 희생시키면서 폴란드의 "슬라브 영혼"의 화신으로서 폴란드 농민을 지원하라고 조언했다. 그는 패혈증으로 베를린에서 사망했다.